# Katreus dimidia
Katreus dimidia är en fjärilsart som beskrevs av Holland 1896. Katreus dimidia ingår i släktet Katreus och familjen tjockhuvuden. Inga underarter finns listade i Catalogue of Life.